# Торберт, Рональд
Рональд Торберт (англ. Ronald Torbert) — офишел по американскому футболу, в настоящее время работающий в Национальной футбольной лиге (НФЛ) с сезона НФЛ 2010 года. Номер на форме 62.

## Биография
Торберт родился примерно в 1964 году. Окончил Университет штата Мичиган и Юридический факультет Гарвардского университета
Свою судейскую карьеру в НФЛ начал в сезоне 2010 года в качестве сайдж джаджа. Его первой игрой стал матч между Индианаполис Колтс и Хьюстон Тексанс. В том же сезоне отработал один матч отработал на позиции бэк джаджа. С сезона 2014 года стал рефери в сезоне НФЛ 2014 года после того, как Скотт Грин и Рон Винтер объявили о завершении карьеры. Дебют состоялся на матче между Канзас-Сити Чифс и Теннесси Тайтенс.
Торберт - один из семи афроамериканских рефери в истории НФЛ после Джонни Гриера (1988), Майка Кэри (1995), Джерома Богера (2006) и Дона Кэри (2009), а также до Шона Смита и Адриана Хилла.
В 2019 году был запасным рефери на Супербоуле LIII. Также он снялся в видео, посвященном 100-летию НФЛ, которое транслировалось во время того же Супербоула.
25 января 2022 года НФЛ назначила его рефери на Супербоул LVI. Он стал третьим афроамериканцем, обслуживавшим Супербоул в качестве рефери после, после Майка Кэри (SB XLII) и Джерома Богера (SB XLVII).
Помимо своей судейской работы в НФЛ, до 2019 года являлся адвокатом, как и его коллега-рефери Клит Блейкман. 